# Линкольн (округ, Колорадо)
Ли́нкольн (англ. Lincoln County) — округ в США, штате Колорадо. Был официально образован 11 апреля 1889 года, получил своё название по имени шестнадцатого президента США Авраама Линкольна. По состоянию на 2010 год, численность населения составляла 5 467 человека.

## География
По данным Бюро переписи США, общая площадь округа равняется 6 699 км², из которых 6 698 км² суша и 1 км² или 0,01 % это водоёмы.

### Соседние округа
- Вашингтон (Колорадо) — север
- Кит-Карсон (Колорадо) — восток
- Шайенн (Колорадо) — восток
- Кроули (Колорадо) — юг
- Кайова (Колорадо) — юг
- Элберт (Колорадо) — запад
- Эль-Пасо (Колорадо) — запад
- Арапахо (Колорадо) — северо-запад
- Пуэбло (Колорадо) — юго-запад

## Демография
По данным переписи населения 2000 года в округе проживает 6 087 жителей в составе 2 058 домашних хозяйств и 1 389 семей. Плотность населения составляет 1 человека на км². На территории округа насчитывается 2 406 жилых строений, при плотности застройки менее одного строения на км². Расовый состав населения: белые — 86,30 %, афроамериканцы — 4,96 %, коренные американцы (индейцы) — 0,94 %, азиаты — 0,56 %, гавайцы — 0,03 %, представители других рас — 5,65 %, представители двух или более рас — 1,56 %. Испаноязычные составляли 8,53 % населения.
В составе 33,70 % из общего числа домашних хозяйств проживают дети в возрасте до 18 лет, 55,30 % домашних хозяйств представляют собой супружеские пары проживающие вместе, 8,40 % домашних хозяйств представляют собой одиноких женщин без супруга, 32,50 % домашних хозяйств не имеют отношения к семьям, 29,00 % домашних хозяйств состоят из одного человека, 13,00 % домашних хозяйств состоят из престарелых (65 лет и старше), проживающих в одиночестве. Средний размер домашнего хозяйства составляет 2,44 человека, и средний размер семьи 3,04 человека.
Возрастной состав округа: 23,90 % моложе 18 лет, 7,10 % от 18 до 24, 33,00 % от 25 до 44, 21,80 % от 45 до 64 и 14,30 % от 65 и старше. Средний возраст жителя округа 38 лет. На каждые 100 женщин приходится 130,90 мужчин. На каждые 100 женщин старше 18 лет приходится 140,70 мужчин.
Средний доход на домохозяйство в округе составлял 31 914 USD, на семью — 39 738 USD. Среднестатистический заработок мужчины был 25 742 USD против 22 188 USD для женщины. Доход на душу населения составлял 15 510 USD. Около 8,10 % семей и 11,70 % общего населения находились ниже черты бедности, в том числе — 14,40 % молодежи (тех кому ещё не исполнилось 18 лет) и 11,50 % тех кому было уже больше 65 лет.